# Falstaff

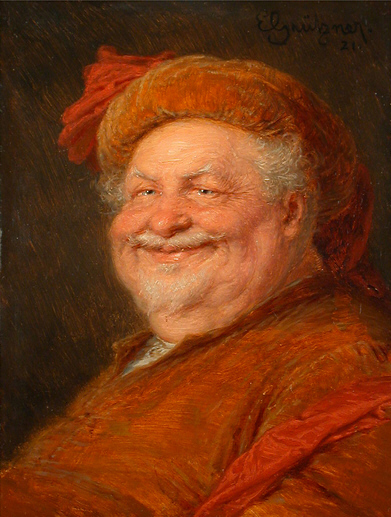
Falstaff, Eduard von Grützner (1921)

Falstaff ou 'Sir John Falstaff' é um personagem criado por William Shakespeare e presente em várias de suas peças. É conhecido por ser um notório fanfarrão e boêmio. Em Henrique V, Falstaff é um dos amigos de adolescência do rei que, após a ascensão de Henrique ao trono, acaba sendo desrespeitado e abandonado pelo rei, assim triste e abatido morre numa taverna junto a antigos amigos.